# Alsterbro
Ej att förväxla med Alstermo.
Alsterbro är en tätort i Nybro kommun i Kalmar län. 

## Historik
Orten hade sin blomstringstid mellan 1910 och 1960, bland annat på grund av industriell verksamhet inom glastillverkning, möbeltillverkning och bobinprodukter. År 1905 nåddes Alsterbro av den smalspåriga järnvägen Mönsterås-Åseda Järnväg (MÅJ), vilket gjorde att den lokala industrins transportkapacitet ökade stort i omfattning. Alsterbro glasbruk kunde på detta sätt skicka sina varor med järnvägen istället för med hästtransport till Orrefors vid Nybro – Sävsjöströms Järnväg. Tågtrafiken på MÅJ lades ner 1959 (persontrafik) och 1963 (godstrafik). Alsterbro blev huvudort i Alsterbro landskommun som bildades vid kommunreformen 1952 och fanns till 1970.

## Stilmöbelepoken i Sandslätt
I intilliggande Sandslätt växte under tidigt 1900-tal fram en träindustri som kom att prägla området. År 1819 anlades ett pappersbruk, Rosenströms pappersbruk, i Sandslätt. Vissa källor hävdar att det funnits ett pappersbruk i området redan under 1700-talet. Rosenströms pappersbruk lades ner under 1840-talet. Under samma tidsperiod skall det även ha funnits såväl vadmalsstamp, benstamp som salpetersjuderi i Sandslätt. I slutet av 1800-talet hade man anlagt såväl kvarn och sågverk vid platsen för Alsterkvarn. År 1900 hade sågverksamheten i Sandslätt vuxit och man hade anlagt ett hyvleri som sålde olika typer av hyvlade träprodukter. Verksamheten med såg, kvarn och hyvleri drevs sannolikt av ägaren till Sandslätts gård, Emil Jonsson. Tillsammans med sina söner och några anställda drev denne verksamheten fram till 1918 då man även började tillverka möbler. Ett år senare omnämndes verksamheten som Sandslätts möbelfabrik. År 1920 lämnade Emil Jonsson företaget och det togs över av Linus Karlsson och N O Karlsson som grundade företaget Sandslätts Möbel & Industri AB. År 1929 brann fabriken och under tiden som den återuppbyggdes fortsatte verksamheten i Ruda. Hantverksskickligheten var hög och på grund av att företaget hade flera bildhuggare anställda kom man snart att inrikta verksamheten på stilmöbler. Under 1960-talet hade man ett hundratal anställda som förutom stilmöbler även tillverkade andra produkter, till exempel biografstolar. År 1960 ändrades Sandslätts möbelindustri namn till Sandslätts Bruk AB. År 1975 lades företaget ner och stilmöbeltillverkaren Alsterbro Möbler övertog lokalerna. Alsterbro möbler hade startats 1946 av Sture Strand och Sven Bjerkenfors. Den senare sålde 1948 sin del till Tage Bjarnehall. År 1996 gick företaget i konkurs och lokalerna har sedan dess stått tomma eller använts för annan, mindre verksamhet.

### Befolkningsutveckling
| Befolkningsutvecklingen i Alsterbro 1960–2020 | Befolkningsutvecklingen i Alsterbro 1960–2020 | Befolkningsutvecklingen i Alsterbro 1960–2020 | Befolkningsutvecklingen i Alsterbro 1960–2020 | Befolkningsutvecklingen i Alsterbro 1960–2020 |
| --------------------------------------------- | --------------------------------------------- | --------------------------------------------- | --------------------------------------------- | --------------------------------------------- |
|                                               |                                               |                                               |                                               |                                               |
| År                                            |                                               |                                               | Folkmängd                                     | Areal (ha)                                    |
| 1960                                          | 1960                                          |                                               | 642                                           |                                               |
| 1965                                          | 1965                                          |                                               | 695                                           |                                               |
| 1970                                          | 1970                                          |                                               | 716                                           |                                               |
| 1975                                          | 1975                                          |                                               | 664                                           |                                               |
| 1980                                          | 1980                                          |                                               | 615                                           |                                               |
| 1990                                          | 1990                                          |                                               | 549                                           | 88                                            |
| 1995                                          | 1995                                          |                                               | 515                                           | 88                                            |
| 2000                                          | 2000                                          |                                               | 468                                           | 88                                            |
| 2005                                          | 2005                                          |                                               | 462                                           | 88                                            |
| 2010                                          | 2010                                          |                                               | 422                                           | 88                                            |
| 2015                                          | 2015                                          |                                               | 448                                           | 104                                           |
| 2020                                          | 2020                                          |                                               | 416                                           | 99                                            |
|                                               |                                               |                                               |                                               |                                               |

## Näringsliv
I Alsterbo finns möbelföretaget DuoBad. Orten har vidare ett hotell, Alsterbro minihotell,, en livsmedelsaffär (Coop), en restaurang och pub, Villa Fröjdekulla.. 15 juni 2018 invigdes en ny pizzeria, Linneas pizza. Efter arrendatorbyte 2020 bytte den namn till Alsterbro Pizzeria. 

### Bankväsende
Kalmar enskilda bank öppnade ett kontor i Alsterbro den 3 januari 1905. Denna bank uppgick kort därefter i Bankaktiebolaget Södra Sverige. Senare hade Skånska handelsbanken ett kontor i Alstebro. Denna uppgick senare i Skandinaviska kreditaktiebolaget. SEB hade ett kontor i Alsterbro fram till den 30 september 2007, när det lades ner.